# ألدو ماغانيا
ألدو ماغانيا (بالإسبانية: Aldo Magaña)‏ هو لاعب كرة قدم مكسيكي في مركز الهجوم، ولد في 8 أبريل 1996 في ليون في المكسيك. لعب مع كلوب ليون.

## وصلات خارجية
- ألدو ماغانيا على موقع قاعدة بيانات كرة القدم.إي يو (الإنجليزية)
- ألدو ماغانيا على موقع Soccerway.com (الإنجليزية)
- ألدو ماغانيا على موقع AS.com (الإسبانية)